# Daniel Lambert

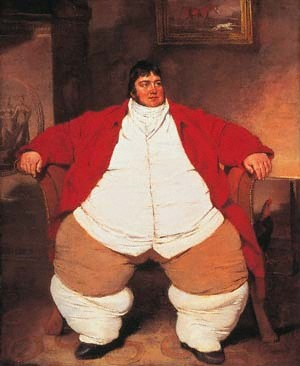
Daniel Lambert

Daniel Lambert, född 13 mars 1770 i Leicester, död 12 juni 1809, var en brittisk man, berömd för sin fetma.
I ungdomen hade han god hälsa och ägnade sig åt sportsliga aktiviteter, bland annat simning och friluftssporter, såsom jakt och fiske. Han började sedan gå upp något enormt i vikt, och vid sin död vägde han 335,2 kilo (han var 1,80 meter lång).
Stora folkmassor samlades vid strandkanten när han tog sin dagliga simtur i River Soar i Leicester och med tiden började han ta betalt för att visa upp sin enorma kroppshydda.
Han avled 12 juni 1809 under ett besök i Stamford, dit han rest för att titta på kapplöpningarna. Han dog på rummet han hyrt på ett värdshus i staden och för att få ut hans lik från rummet (som låg på bottenvåningen) tvangs man delvis montera ner ytterväggen. Vid begravningen krävdes det tjugo män för att sänka ner hans kista i graven.